# Relações entre Coreia do Norte e Iraque
As relações entre a Coreia do Norte e o Iraque referem-se as relações internacionais entre o país do Leste Asiático, a República Popular Democrática da Coreia, e o país do Oriente Médio, a República do Iraque. Ambos os Estados foram parte do chamado "Eixo do Mal", países representados pela administração de George W. Bush como pretendentes a obter armas de destruição em massa e apoiar o terrorismo, em simultâneo com o Irã. O Iraque foi removido desta lista em 2004.

## História das relações iraquiano-norte-coreanas

### 1968-2003: cooperação militar
As relações formais entre os dois países foram estabelecidas em 1968, após a ascensão ao poder de Saddam Hussein no Iraque. Foram inicialmente marcadas por um acordo cordial antes de serem fortemente degradadas e formalmente rompidas em 1980 devido à Guerra Irã-Iraque, a Coreia do Norte, preferindo apoiar seu aliado iraniano, fornece nomeadamente blindados T-54/55, baterias antiaéreas, canhões autopropulsionados Koksan e mísseis Scud. Muitas desses exemplares seriam capturados pelas forças iraquianas durante o conflito.
Apesar disso novas negociações seriam realizadas em 1999, estabelecendo uma cooperação iraquiano-norte-coreana até 2002. O regime iraquiano teria de fato pago a Coreia do Norte 10 milhões de dólares para adquirir mísseis balísticos de médio alcance Rodong-1 segundo a CIA. Além disso, em 2001, um relatório estadunidense afirmou que os iraquianos e os engenheiros norte-coreanos construíram conjuntamente uma fábrica de mísseis no Sudão. De acordo com a mesma fonte, os iraquianos teriam investido 400 milhões de dólares para o projeto de construção, fundos obtidos através das exportações de petróleo. A Coreia do Norte teria fornecido mais mísseis Scud para o Iraque, duas dezenas quando o programa balístico iraquiano tinha sido largamente neutralizado durante a Operação Tempestade no Deserto durante a Guerra do Golfo em 1991.

### Deposição de Saddam Hussein
Após 2004, quando a invasão do Iraque pelos Estados Unidos viu a derrubada de Saddam Hussein e o estabelecimento de um novo governo iraquiano, as relações diplomáticas ainda não foram restauradas entre os dois países. A rápida queda do regime iraquiano também convenceu a Coreia do Norte da necessidade de possuir armas nucleares.
Em 21 de setembro de 2012, no contexto da Guerra Civil Síria, o Iraque recusou que um avião norte-coreano transportando armas para o exército sírio passasse por seu espaço aéreo.